# Long Grove, Illinois
Long Grove är en ort (village) i Lake County, i delstaten Illinois, USA. Enligt United States Census Bureau har orten en folkmängd på 8 076 invånare (2011) och en landarea på 32,3 km².